# بیات تهران
بیات تهران شیوه‌ای از آوازخوانی است که ریشه در جنوبِ شهر تهران دارد. این آواز با نام‌های دیگری همچون بیات ری، لاتی، باباشملی، کوچه باغی و غزل هم مشهور است. در ایران معاصر این آواز را بیشتر پیشه‌وران و اهل حرفه، به هنگام کار می‌خوانند. در این میان به ویژه آواز خوانی بنایان معروف است.

## تاریخچه
تاریخ این سبک از آوازخوانی دقیقاً مشخص نیست امّا سابقه‌ای طولانی حدّاقل تا دورهٔ صفوی دارد. این آواز ریشه در زندگی روزمرهٔ مردم جنوب شهر تهران و حالات روحی آنان دارد. این آواز را معمولاً لوطی‌ها آخر شب‌ها می‌خوانند. پس از انقلاب اسلامی این سبک آوازی کم‌کم فراموش شده‌است. معروف‌ترین خوانندگان این سبک رضا باباشملی، اصغرننه، ابرام غزلخون، حسین کبابی و آقا رضا کور بودند. در بین سال‌های ۱۳۱۴ تا ۱۳۱۶ این آواز مورد توجه شخصیت‌های هنری قرار گرفت و بنابر پیشنهاد نسیم شمال در نشستی با ذکاءالملک فروغی، مرتضی نی‌داود، ملک الشعرای بهار، موسی معروفی، ابوالحسن صبا، مرتضی محجوبی، ادیب خوانساری و چند تن دیگر این سبک به بیات تهران نامگذاری می‌شود. محمود خوشنام عبدالعلی همایون را مبدع این نام معرّفی می‌کند. نخستین ضبط از این آواز با صدای جواد بدیع‌زاده به همراهی ویولن ابوالحسن صبا در بیروت انجام شد که روی اول صفحه «دعای عاشق» و روی دوم آن «نفرین عاشق» نام داشت و هر دو شعر از کفاش خراسانی بود. امّا محمد منتشری از نزدیک‌ترین شاگردان اسماعیل مهرتاش معتقد است که بیات تهران را ابتدا مهرتاش ابداع کرده است و عبدالعلی همایون و جواد بدیع‌زاده در اصل از آثار او استفاده کرده‌اند.
بعد از آن، خوانندگان دیگری همچون سعادتمند قمی، دلکش، عبدالعلی همایون، پرویز خطیبی، حسن شهرستانی، عباس قادری، ولی‌الله ترابی، گوگوش، مرتضی احمدی و دیگران در این سبک اجرا کردند؛ که در این میان آوازهایی که ایرج خوانده‌است، شهرت بیشتر به دست آورده‌است. او آوازهایی از زبان پیشه‌وران مختلف چون قهوه‌چی، گل‌فروش، میوه‌فروش، بنّا و عطّارباشی آواز خوانده‌است. جایگاه دیگر عرضهٔ آوازهای کوچه باغی فیلم‌هایی بود که بعدها به فیلمفارسی معروف شد. بعضی از این فیلم‌ها که بر محور زندگی داش مشدی‌ها و کلاه مخملی‌ها می‌چرخید از این آوازها بهره بسیار می‌بردند.

## ویژگی‌ها

### موسیقایی
غزل خوانی در واقع نوعی آواز غیرضربی یا با وزن آزاد است. آن را می‌توان، از یک سو، با آواز با وزن آزاد موسیقی دستگاهی ایرانی که بسیار با آن نزدیکی دارد مقایسه کرد و از سوی دیگر، با چهارپاره خوانی‌های با وزن آزاد در مناطق مختلف ایران. نسبت غزل خوانی با آوازهای موسیقی کلاسیک ایرانی به خوبی نشان می‌دهد که در اینجا با یک موسیقی مردمی هم نظام با موسیقی کلاسیک وجود دارد که از شکل ساده شده یا تقلیل یافتهٔ نظام موسیقایی مشترک استفاده می‌کند.در غزل خوانی از مقام‌ها و دستگاه‌های محدودی استفاده می‌شود و بیشتر در سه گاه، همایون و دشتی و گاه برخی مقام‌های دیگر، به ویژه در گوشه‌های محدودهٔ اوج، خوانده می‌شود. آن را بدون تحریرهای خاص موسیقی کلاسیک با تکنیکی شبیه به یدل می‌خوانند. این موسیقی معمولاً بدون همراهی ساز است.

### محتوایی
محتوا و نوع شعر نقش بزرگی در تعیین هویّت غزل خوانی ایفا می‌کند. برخلاف آنچه از نام این آواز بر می‌آید، اشعار آن منحصر به غزل نمی‌شود و از قالب‌های شعری دیگر، به ندرت مثنوی و بیشتر انواع مسمّط، در آن استفاده می‌شود. غیر از شعر شعرای نامی، مثل حافظ، سعدی، شیخ بهایی، شهریار، پروین اعتصامی و دیگران، اکثر اشعار به شعرای گمنامی تعلق دارند که متعلق به فرهنگ شفاهی‌اند. از جمله مهم‌ترین آنها می‌توان به حسین بابا مشکین، شکوهی، رضا آگهی و طلوعی خراسانی اشاره کرد. در دهه‌های بیست و سی خورشیدی شاعرانی هم شعرهایی از زبان لوطی‌ها سروده‌اند که از آن میان، مهدی سهیلی شهرت بیشتری دارد.
محتوای این اشعار، طیف نسبتاً وسیعی را در بر می‌گیرد از مسائل مذهبی و عرفانی گرفته تا هزل و مطایبه و نیز پند و اندرز، به ویژه از زبان یک زندانی که از خطاهای گذشته پشیمان است.